# Szczawnica (gmina)
Szczawnica est une gmina mixte du powiat de Nowy Targ, Petite-Pologne, dans le sud de Pologne, sur la frontière avec la Slovaquie. Son siège est la ville de Szczawnica.
La gmina couvre une superficie de 87,9 km2 pour une population de 7 380 habitants.

## Géographie
La gmina borde les gminy de Krościenko nad Dunajcem, Łącko, Piwniczna-Zdrój, Rytro et Stary Sącz.
Outre le village de Szczawnica, la gmina comprend les deux villages de Jaworki et Szlachtowa.